# Архиепархия Аньцина
Архиепархия Аньцина (лат. Archidioecesis Nganchimensis, кит.  安慶) — архиепархия Римско-католической церкви, городской округ Аньцин, провинция Аньхой, Китай. В архиепархию Аньцина входят епархии Бэнбу и Уху.

## История
21 февраля 1929 года Римский папа Пий XI издал бреве Ut acto, которой учредил апостольский викариат Аньцина, выделив его из апостольского викариата Уху. 11 апреля 1946 года апостольский викариат Аньцина был преобразован в епархию Аньцина.
В 1986 году Китайское правительство назначило ординарием епархии епископа Иосифа Цзу Хуаюэ из Китайской Патриотической Церкви, неподчиняющейся Ватикану. 3 июля 2001 года Китайское правительство объединило три епархии Аньцина, Уху и Бэнбу в одну епархию и дало ей название «Епархия Аньхой».
26 февраля 2005 года умер епископ Иосиф Цзу Хуаюэ. 3 мая 2006 года Китайским правительством был назначен ординарием неканонической епархии Аньхой священник Иосиф Лю Синьхун из Китайской Патриотической Церкви.

## Ординарии архиепархии
- священник Federico Melendro Gutiérrez SJ (14.02.1930 г. — 11.04.1946 г.) — апостольский администратор Апостольского викариата Аньцина;
- епископ Federico Melendro Gutiérrez SJ (11.04.1946 г. — 25.10.1978 г.) — ординарий епархии Аньцина;
- с 25.10.1978 г. по настоящее время кафедра вакантна.

## Источник
- Annuario Pontificio, Libreria Editrice Vaticana, Città del Vaticano, 2003, ISBN 88-209-7422-3